# Lista de reis do Ponto
Segue-se uma lista de reis e sátrapas do Reino do Ponto. As datas referem-se à ocupação do trono.

## Sátrapas
- 480-450 a.C.: Ariobarzanes I de Cio.
- 402-362 a.C.: Mitrídates I de Cio.
- 362-337 a.C.: Ariobarzanes II de Cio.
- 337-302 a.C.: Mitrídates II de Cio.

## Reis
- Mitrídates I (302-266 a.C.), filho de Mitrídates II de Cio, executado em 302 a.C.
- Ariobarzanes (266-ca. 250 a.C.)
- Mitrídates II (ca. 250-ca. 220 a.C.)
- Mitrídates III (ca. 220-ca. 185 a.C.)
- Fárnaces I (ca. 185-ca. 170 a.C.)
- Mitrídates IV (ca. 170-ca. 150 a.C.)
- Mitrídates V (ca. 150-120 a.C.)
- Mitrídates VI, Mitrídates Eupátor, (120-63 a.C.)

Com a subjugação de Mitrídates Eupátor por Pompeu, a 64 a.C., Ponto foi anexado ao Império Romano como uma província.

## Reis posteriores
Reis do chamado "Ponto Polemônico":
- Fárnaces II (63-47 a.C.)
- Dário (39-37 a.C.)
- Pólemon I (37-8 a.C.)
- Pitodorida (8 a.C.-23 d.C.)
- Pólemon II (38-64 d.C.)